# Парламентские выборы в Греции (июнь 2012)
О проведении новых парламентских выборов в Греции в июне 2012 года было официально объявлено 15 мая 2012. После того, как 17 мая приняло присягу новое временное правительство страны, пошёл отсчёт месяца на подготовку новых выборов, которые затем прошли 17 июня 2012.

## Назначение выборов
По итогам предыдущих выборов от 6 мая 2012, ни одна из партий не набрала необходимые 151 место для формирования большинства в парламенте и единоличного формирования Кабинета министров.
7 мая Президент Греческой Республики Каролос Папульяс встретился с лидером Новой Демократии Антонисом Самарасом и отдал поручение начать процесс формирования коалиционного правительства. Через некоторое после обнародования результатов голосования 7 мая, лидер Коалиции радикальных левых (СИРИЗА) Алексис Ципрас, который провозгласил курс на отказ от программы европейской финансовой помощи и жёсткой экономии в стране, а также лидер демократических левых Фотис Кувелис заявили о категорическом отказе формировать коалиционное правительство с партиями Новая демократия и ПАСОК.
Поскольку на протяжении трёх дней новый Кабинет министров Греции не был сформирован, по Конституции Греции, партия, получившая вторую позицию по количеству набранных голосов избирателей (Коалиция радикальных левых, СИРИЗА), имела право в следующие три дня сформировать правительство. Однако это не удалось и СИРИЗА, поэтому в последующие три дня уже лидер партии ПАСОК Эвангелос Венизелос пытался создать свой Кабинет.
Наконец, ни одна из партий-победительниц не создала правительство. Утром 13 мая лидеры партий собрались на совещание у Президента Греции Каролоса Папулиаса, он предложил создать неполитический Кабинет министров. На это предложение согласился даже лидер СИРИЗА Алексис Ципрас, однако в конце концов согласия политики не достигли.
Поэтому 15 мая официально было объявлено о проведении новых парламентских выборов в июне 2012 года. Также было объявлено о формировании нового временного правительства, которое принесло присягу 17 мая. Новым премьер-министром стал Панайотис Пикрамменос. Полномочия правительства были ограничены, главная его задача — подготовить и провести выборы.

## Избирательная кампания

### Деятельность участников
Ещё до того, как выборы были объявлены, лидер «Демократических левых» Фотис Кувелис заявил, что не будет поддерживать коалицию СИРИЗА ни во время кампании, ни при формировании правительственной коалиции из-за отказа радикальных левых поддержать неполитический кабинет в составе 4 основных партий и их требования «левого правительства».
До выборов ожидалось, что большие партии будут пытаться формировать союзы с малыми партиями. Например, «Новая демократия» вела переговоры с «Демократическим альянсом», а СИРИЗА пыталась договориться с недавно созданной партией «Общественный договор», греческими зелёными и некоторыми антикапиталистическими объединениями наподобие АНТАРСИА. Однако Исполнительный комитет «Общественного договора» решил, что партия не будет вступать в коалиции и останется нейтральной силой, для того чтобы помочь достичь консенсуса между всеми левыми партиями и сформировать правительство из них во главе с СИРИЗА. 22 мая важное изменение произошло в СИРИЗА. Руководящий комитет решил трансформировать «Коалицию радикальных левых», состоящую из 10 союзных партий, в единую партию с названием «Сириза — объединённый общественный фронт». Главной причиной этой перемены стал греческий избирательный закон, который устанавливает, что любая участвующая в выборах коалиция должна поделить свои голоса между составляющими её партиями для определения, какая из партий на выборах стала первой и кому достанутся дополнительные 50 мест.
«Новая демократия» и «Демократический альянс» смогли договориться о слиянии.
7 июня был выдан ордер на арест представителя партии «Золотая Заря» Илиаса Касидиариса после того, как на дебатах он атаковал двух женщин-оппонентов из левых партий. В пылу обсуждения Илиас Касидиарис плеснул воду в представительницу СИРИЗА Рену Дору и ударил по лицу депутатку от коммунистов Лиану Канелли.

### Прогнозы
Согласно опросу, проведённому 17 мая 2012 года, ПАСОК и Новая Демократия вместе на повторных смогут завоевать 151 место в парламенте.
По оценкам на 20 мая 2012 года, наибольшую поддержку имеет СИРИЗА, за неё свои голоса готовы отдать 20,8 % респондентов, за Новую демократию будут голосовать 19,7 %. Между тем, 22 мая Алексис Ципрас заявил во время официального визита в Париж, что СИРИЗА все равно не будет вести переговоры относительно программы жёсткой экономии, равно как и о выходе страны из Еврозоны, заметив: «С адом переговоров не ведут!».
По опросам, проведённым в конце мая и в июне, партия «Новая демократия» обходила СИРИЗА на несколько процентов.

## Результаты

Распределение депутатов в парламенте
Новая демократия: 79 депутатов
> дополнительные 50 мест «Новой демократии» за первое место
Коалиция радикальных левых: 71 депутат
Всегреческое социалистическое движение: 33 депутата
Независимые греки: 20 депутатов
Золотая Заря: 18 депутатов
Демократические левые: 17 депутатов
Коммунистическая партия Греции: 12 депутатов

Итоги выборов в Греческий парламент 17 июня 2012
| Партия                                       | Партия                                   | Лидер(ы)                          | Голоса    | %       | +/-    | Места | +/- |
| -------------------------------------------- | ---------------------------------------- | --------------------------------- | --------- | ------- | ------ | ----- | --- |
|                                              | Новая демократия                         | Антонис Самарас                   | 1 825 637 | 29,66   | +10,81 | 129   | ▲21 |
|                                              | Коалиция радикальных левых               | Алексис Ципрас                    | 1 655 086 | 26,89   | +10,11 | 71    | ▲19 |
|                                              | ПАСОК                                    | Евангелос Венизелос               | 755 868   | 12,28   | −0,9   | 33    | ▼8  |
|                                              | Независимые греки                        | Панос Камменос                    | 462 466   | 7,51    | -3.09  | 20    | ▼13 |
|                                              | Золотая Заря                             | Николаос Михалолякос              | 425 990   | 6,92    | -0,08  | 18    | ▼3  |
|                                              | Демократические левые                    | Фотис Кувелис                     | 385 077   | 6,26    | +0,15  | 17    | ▼2  |
|                                              | Коммунистическая партия Греции           | Алека Папарига                    | 277 204   | 4,5     | -4,04  | 12    | ▼14 |
|                                              | остальные партии и независимые кандидаты |                                   | 368 337   | 5,98    |        | 0     | ▬   |
| Правильно заполненные бюллетени              | Правильно заполненные бюллетени          | Правильно заполненные бюллетени   | 6 155 665 | 99,01   |        |       |     |
| Неправильно заполненные бюллетени            | Неправильно заполненные бюллетени        | Неправильно заполненные бюллетени | 36 281    | 0,58    |        |       |     |
| Пустые бюллетени                             | Пустые бюллетени                         | Пустые бюллетени                  | 25 054    | 0,40    |        |       |     |
| Итог                                         | Итог                                     | Итог                              | 6 217 000 | 100.0 % |        | 300   |     |
| Электорат и явка избирателей                 | Электорат и явка избирателей             | Электорат и явка избирателей      | 9 952 570 | 62,47   |        |       |     |
| Источник: Министерство внутренних дел Греции |                                          |                                   |           |         |        |       |     |
| Примечания                                   |                                          |                                   |           |         |        |       |     |

## Формирование правительства
«Новая демократия» объявила, что она будет заниматься формированием коалиции, поддерживающей евро. На следующий день Антонис Самарас получил от президента мандат на создание правительства.. СИРИЗА заявила, что не войдёт в правительство, которое состоит из партий, поддерживающих меры экономии. Лидер «ПАСОК» Евангелос Венизелос на встрече с Самарасом предложил достигнуть наибольшего консенсуса среди всех партий, что должно быть сделано, по его словам, до 19 июня. 19 июня стало известно, что партия «Демократические левые (Греция)» готова войти в коалицию при условии смягчения режима экономии. Пересмотра хотела добиться и «Новая демократия», поэтому соглашение между ними представлялось возможным.
28 июня депутаты парламента приняли присягу, и следующим этапом стало голосование по утверждению правительства. Голосование прошло 9 июля, правительство поддержали три партии — «Новая демократия», «ПАСОК» и «Демократические левые» — имеющие вместе в парламенте 179 голосов при необходимых 151.